# Пожарово (Устюженский район)
Пожарово — деревня в Устюженском районе Вологодской области.
Входит в состав Никифоровского сельского поселения (с 1 января 2006 года по 9 апреля 2009 года входила в Подольское сельское поселение), с точки зрения административно-территориального деления — в Подольский сельсовет.
Расстояние до районного центра Устюжны по автодороге — 24 км, до центра муниципального образования посёлка Даниловское  по прямой — 9 км. Ближайшие населённые пункты — Демцыно, Козлово, Подольское.
Население по данным переписи 2002 года — 14 человек.